# Pyramiden
Pyramiden (Noors, Deens en Zweeds voor "De Piramide", Russisch: Пирами́да, Piramída) was een Russische mijnbouwplaats op het eiland Spitsbergen aan een uitloper van de Isfjord ("ijsfjord") op de bodem van de Billefjorden, op 2 tot 3 scheepsuren varen ten noordoosten van Longyearbyen. De Noorse naam Pyramiden werd gegeven vanwege de geometrische vorm van de gelijknamige berg, aan de voet waarvan deze plaats ligt. Het is nu een spookstad en een toeristische attractie.

## Geschiedenis
Nadat er in 1910 een Zweeds bedrijf was begonnen met het delven van steenkool, werden de mijnrechten in 1927 verworven door de Sovjettrust-onderneming Arktikoegol. Dit was namelijk mogelijk door het Spitsbergenverdrag van de jaren 20, waarbij elk land ter wereld dat het had ondertekend, op het eiland grondstoffen mocht winnen, mits men de Noorse soevereiniteit over het gebied erkende.
Op haar hoogtepunt had Pyramiden 1000 inwoners en was daarmee toen de grootste plaats op Spitsbergen. In 1998, nadat de steenkoolvoorraden in het gebied waren uitgeput, werd de plaats gesloten. Op het moment van sluiting woonden er nog 60 mensen, die teruggebracht werden naar de herkomstlanden Rusland en Oekraïne. In 2000 werd de plaats uiteindelijk compleet verlaten.

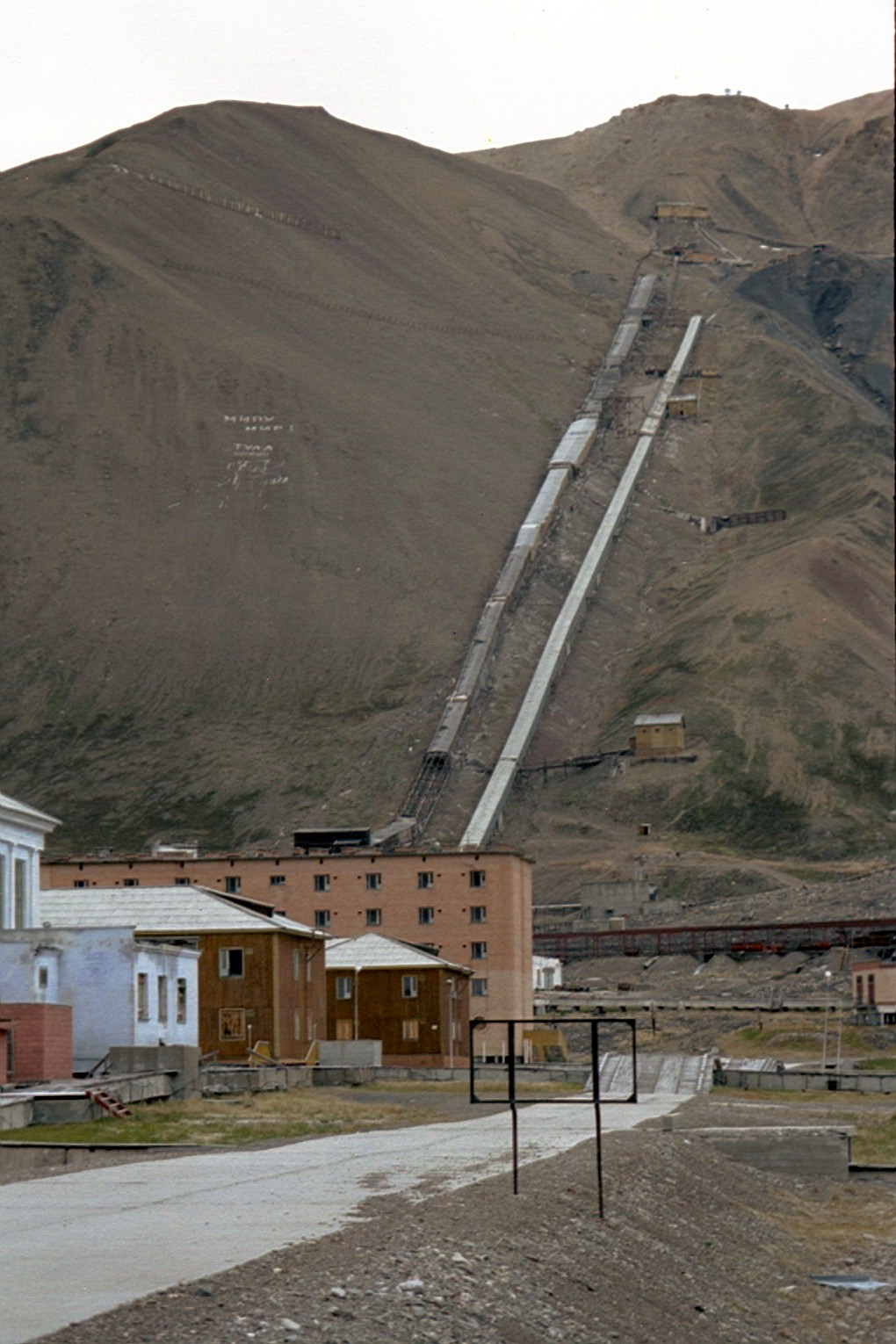
Mijngebouwen

## Pyramiden anno 2013
De gebouwen van Pyramiden zijn nog enigszins intact, al zijn door de Russen wel enkele gebouwen voor het verlaten van de plaats opgeblazen. Veel gebouwen zijn afgesloten en geen enkel gebouw mag zonder toestemming worden betreden. In de zomer wordt Pyramiden bezocht met georganiseerde boottochten en in de winter op sneeuwscooters vanuit Longyearbyen. In 2007 is een hotel met bijbehorende infrastructuur opgeknapt voor de ontvangst van toeristen. Zo'n dertig hotelmedewerkers en gidsen wonen het gehele jaar door in de nederzetting. In 2013 is een tweede hotel heropend en er staat nu ook een bescheiden hotelaccommodatie aan de haven opgebouwd uit oude zeecontainers. Er zijn geen plannen de gehele nederzetting weer in gebruik te nemen.